# Reino de Vientiane
Predefinição:History of Laos
O Reino de Vientiane foi formado em 1707 como resultado da divisão do Reino de Lan Xang. O reino foi vassalo birmanês de 1765 a 1779. Tornou-se então vassalo siamês até 1828, quando foi anexado pelo Sião.

## História

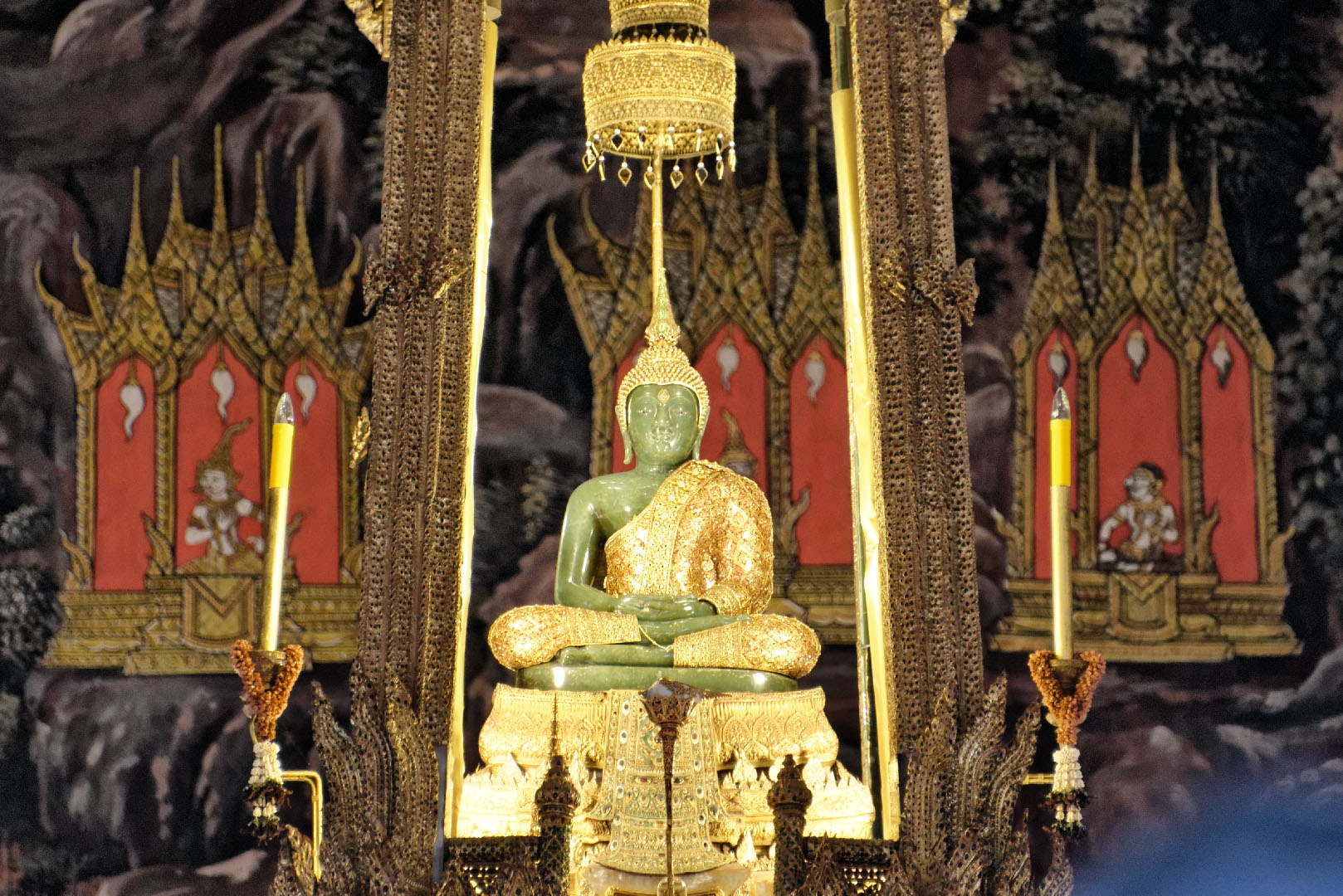
O Buda de Esmeralda, o atual paládio da Tailândia e antigo paládio do Reino de Vientiane. O Buda de Esmeralda era considerado a imagem de Buda mais sagrada e culturalmente significativa da monarquia do Laos. A imagem teve origem no Reino de Lan Na e foi levada ao Reino de Lan Xang pelo Rei Setthathirath no século XVI. Foi levada para Bangkok no século XIX, após a rebelião fracassada do Rei Anouvong de Vientiane.

Em 1779, sob o reinado do rei Setthathirath II de Lan Xang, Kitsarat, herdeiro de Sourigna Vongsa, declarou a separação de Luang Prabang. Ele marchou sobre Vientiane para atacar Setthathirath. O rei Setthathirath II pediu ajuda a Ayutthaya. O exército siamês ajudou a defender Vientiane, mas não conseguiu impedir Kitsarat de formar seu próprio reino. Kitsarat foi coroado rei em 1707, criando o Reino de Luang Phrabang e convertendo Lan Xang no Reino de Vientiane. Os reinos de Champasak e Muang Phuan também se separaram durante os anos seguintes.
Em 1773, Vientiane foi atacada pelas forças de Luang Prabang. O rei Ong Bun contatou a dinastia Konbaung para pedir ajuda, transformando Vientiane em vassala birmanesa. Isso irritou o tribunal de Thonburi. Após a Guerra Birmanesa-Siamesa de 1775-76, o Rei Taksin enviou o General Phraya Chakri (mais tarde Rei Rama I) para atacar Vientiane. Em 1779, forças siamesas saquearam Vientiane, a cidade foi saqueada e várias imagens importantes do Buda, incluindo o Buda de Esmeralda, foram levadas para Thonburi. O rei Ong Boun decidiu se submeter aos siameses e Vientiane se tornou uma dependência siamesa. Ong Boun se revoltou novamente contra o Sião. Em 1781, ele foi capturado pelos siameses e executado.
Os siameses instalaram Nanthasen, filho de Ong Bun, como governante. Em 1791, Nanthasen convenceu o rei Rama I de que Luang Prabang estava secretamente tramando uma rebelião contra o Sião. Ele foi autorizado a atacar Luang Prabang e capturou a cidade em 1792. Em 1791, Vientiane foi invadida pela dinastia vietnamita Tây Sơn para erradicar os legalistas da dinastia Lê. Nanthasen teve que fugir para o Sião. Finalmente, ele chegou a um acordo com a dinastia Tây Sơn. Em 1795, Nanthasen foi acusado de planejar uma rebelião com o governador laosiano de Nakhon Phanom. Ele foi deposto e levado para Bangkok. Seu irmão Inthavong foi bem-sucedido.
Inthavong morreu em 1804, seu irmão Anouvong o sucedeu como governante de Vientiane. Anouvong estava fazendo preparativos militares para uma rebelião contra os siameses. Em dezembro de 1826, Anouvong enviou um exército de 10.000 homens em direção às cidades do planalto de Khorat. Ele tomou Nakhon Ratchasima em janeiro, mas os siameses rapidamente organizaram um grande contra-ataque. Em 1827, Vientiane foi devastada pela segunda vez pelos exércitos siameses. A cidade foi incendiada e quase todos os seus tesouros foram saqueados, e sua população foi completamente realocada. O rei Anouvong foi capturado e colocado em uma gaiola de ferro até sua morte.
O Reino de Vientiane foi destruído. O Planalto de Khorat foi formalmente anexado pelo Sião. Os siameses dividiram as terras do Laos em três regiões administrativas. No norte, o rei de Luang Prabang e uma pequena guarnição siamesa controlavam Luang Prabang, Sipsong Panna e Sip Song Chau Tai. A região central era administrada por Nong Khai. As regiões do sul eram controladas por Champassak. Temendo a influência do Sião, o Vietnã, sob a dinastia Nguyễn, anexou Muang Phuan e as províncias de Khammoune e Savannakhet, onde lutou com o Sião durante a Guerra Siamesa-Vietnamita (1831-1834).
Os siameses forçaram a transferência da população do povo laosiano para o planalto de Khorat, o que deixou apenas um quinto da população original na margem leste do Mekong. Entre as décadas de 1830 e 1890, a região foi devastada por rebeliões, bandidos, incursões atrás de escravos e as guerras de Haw. O vácuo de poder permitiu que os franceses, que já controlavam o Camboja e a Cochinchina, avançassem para o norte, até o rio Mekong, com a esperança de estabelecer uma hidrovia para a China. Vientiane finalmente passou ao domínio francês em 1893. Tornou-se a capital do protetorado francês do Laos em 1899.

## Reis
- Setthathirath II (1707–1730)
- Ong Long (1730–1767) (vassalo birmanês, 1765–1768)
- Ong Bun (1º reinado, 1767–1778) (vassalo birmanês)[1]
- Ong Bun (2º reinado, 1780 – 21 de novembro de 1781)
- Nanthasen (21 de novembro de 1781 – 2 de fevereiro de 1795)
- Inthavong (Setthathirath III) (2 de fevereiro de 1795 – 7 de fevereiro de 1805, coroado em 23 de julho de 1795)
- Anouvong (7 de fevereiro de 1805 - 12 de novembro de 1828)